# Godwin-Kliffs
Die Godwin-Kliffs sind eine Gruppe markanter Felsenkliffs auf King George Island im Archipel der Südlichen Shetlandinseln. Auf der Krakau-Halbinsel erstrecken sie sich über eine Länge von rund 1000 m in westnordwest-ostsüdöstlicher Ausrichtung südlich des Flabellum Bastion.
Das UK Antarctic Place-Names Committee benannte sie 1998. Namensgeber ist der britische Botaniker Harry Godwin (1901–1985).